# Vangaindrano

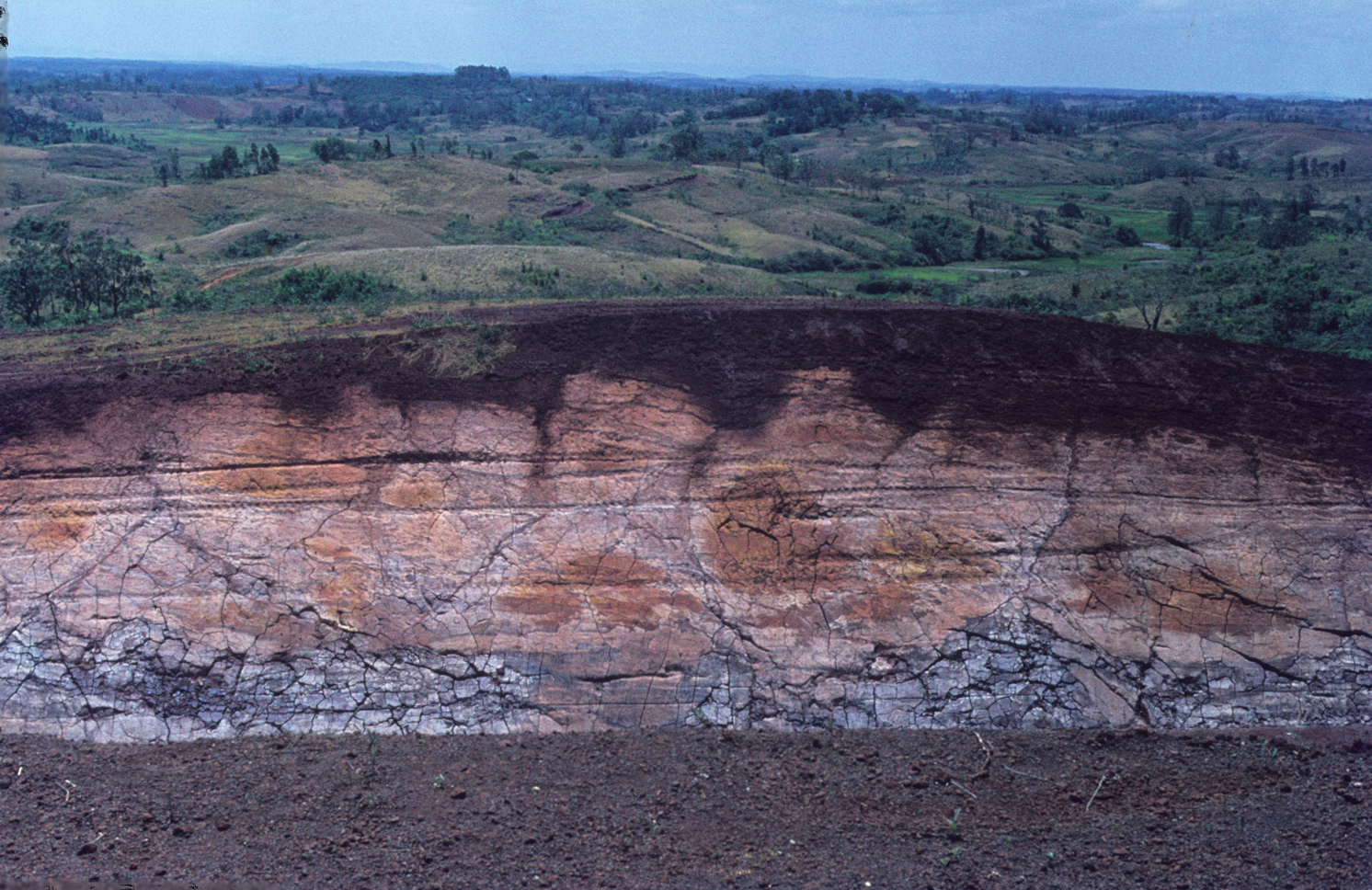
Landskap nära Vangaindrano.

Vangaindrano är en ort i sydöstra Madagaskar, och tillhör provinsen Fianarantsoa. Befolkningen uppgick till 28 000 invånare år 2001.